# Das Haus in Montevideo (1963)
Das Haus in Montevideo ist eine deutsche Filmkomödie von 1963 und nach 1951 die zweite Verfilmung des gleichnamigen Bühnenstückes von Curt Goetz. Regie führte Helmut Käutner. Die Hauptrollen des Ehepaars Nägler sind mit Heinz Rühmann und Ruth Leuwerik besetzt.

## Handlung
Der untadelige Professor Traugott Hermann Nägler lebt mit seiner Frau Marianne und seinen zwölf Kindern, die nach Figuren von Richard Wagner benannt sind, in einer spießbürgerlichen Kleinstadtidylle. Der integre Professor erzieht seine Kinder nach strengen moralischen Grundsätzen und mit durchgreifender Disziplin.
Als die älteste Tochter Atlanta von Näglers kürzlich verstorbener jüngerer Schwester Josefine ein Haus in Montevideo erbt, ist der Professor zunächst gar nicht erbaut – denn nachdem Josefine mit 17 Jahren ein uneheliches Kind bekommen hatte, wurde sie von Nägler als das schwarze Schaf der Familie gebrandmarkt und verstoßen, woraufhin sie nach Uruguay auswanderte. Gemeinsam mit Pastor Riesling, einem Freund der Familie, gelingt es Atlanta, ihren Vater zur Reise nach Montevideo zu überreden, damit sie die Erbschaft antreten kann. Begleitet werden sie von den guten Wünschen der Stadtväter, die Nägler angesichts des zu erwartenden Geldregens bereits als Wohltäter der Stadt ausgerufen haben, in der Hoffnung auf beträchtliche Spenden für Kirchen, Schulen usw.
Als der Professor mit seiner Tochter und dem Pastor in Montevideo ankommt, geraten seine Moralvorstellungen vollends ins Wanken – das Haus der Toten, das von Signora Carmen del la Rocco geführt wird, glaubt er als ein Bordell zu erkennen, so dass er mit seiner Tochter in ein nahe gelegenes Hotel umzieht. Es stellt sich jedoch heraus, dass Josefine Nägler die berühmte Sängerin Maria Machado war. Mit ihrem beträchtlichen Vermögen hatte sie auch eine Stiftung aufgebaut, die mehrere Häuser im Land betrieb, in denen junge Mädchen Erziehung und eine gute Ausbildung erhielten. Josefines Notar eröffnet Nägler, dass mit der Erbschaft auch ein Betrag von etwa 900.000 Mark verbunden ist. Doch an die Erbschaft ist eine Bedingung gebunden: In Näglers Familie müsse sich innerhalb einer bestimmten Frist, dem 19. Geburtstag der Tochter am 22. Juli nächsten Jahres, die gleiche moralische Entgleisung ereignen, für die er einst über seine Schwester den Stab gebrochen hatte, nämlich ein uneheliches Kind. Die betroffene Mutter soll die Summe erhalten, andernfalls würde sie der Stiftung zugesprochen. Angesichts des hohen Geldbetrags geraten Näglers moralische Grundsätze sehr ins Wanken. Soll er die Tugend seiner ältesten Tochter opfern? Immerhin wird Atlanta von Herbert Kraft umworben, der ihnen heimlich nach Montevideo gefolgt ist. Nägler versucht halbherzig, dem jungen Mann mit Metaphern die Intensivierung seiner Bemühungen bei Atlanta nahezulegen, doch der zeigt sich begriffsstutzig, will ohne Beerbung heiraten, um nicht als Mitgiftjäger in Verruf zu geraten, und den Lebensunterhalt des Paares selbst verdienen.
Schließlich reisen sie nach Deutschland zurück, wo der vermeintliche Wohltäter der Stadt mit allen Ehren am Bahnhof empfangen wird. Doch nicht nur eine Spende an die Stadt fällt mangels Erbe aus, auch die Hochzeit von Atlanta und Herbert, die auf dem Schiff stattfinden sollte, kann dort nicht vollzogen werden, da bei einer Nachvermessung festgestellt wurde, dass dem Boot 27 Zentimeter Länge zum vollwertigen Schiff fehlen und der Kapitän nicht berechtigt ist und nie war. Auch rückwirkend wird die damalige Hochzeit auf der Atlanta für ungültig erklärt. Damit ist Marianne Mutter von sogar zwölf unehelichen Kindern, fristgerechte Erbin des ausgesetzten Geldbetrags, und nun eine reiche, ledige Frau. Warum sollte sie ausgerechnet einen mittellosen Vater von 12 unehelichen Kindern zum Gatten nehmen? Es kommt zu einer Doppelhochzeit, einer nachgeholten zwischen Traugott und Marianne sowie einer zwischen dem jungen Paar Atlanta und Herbert.

## Produktion und Hintergrund
Produziert wurde der Film von der Hans Domnick Filmproduktion GmbH, Wiesbaden. Gedreht wurde vom 15. Juli bis zum  8. September 1963 im Bavaria-Filmatelier in Geiselgasteig und in Eichstätt. Der Produzent Hans Domnick war auch für die erste Verfilmung von 1951 verantwortlich. Domnick äußerte auf die Frage, warum er den Stoff erneut verfilme und ob er glaube, dass dieser Film besser werde: „Besser kann man nicht sagen, das muß man abwarten. Wir haben uns bemüht, die derzeit bestmögliche Besetzung zu finden, selbst für die kleineren Rollen, und wir haben von der produktionstechnischen Seite her den doppelten Aufwand getrieben.“ Weiter verwies Domnick darauf, dass das Atelier in Göttingen 1951 eine Grundfläche von 900 m² gehabt habe, wohingegen diesmal bei der Bavaria eine Fläche von 2.100 m² zur Verfügung gestanden habe. Zur Besetzung der Hauptrollen mit Heinz Rühmann und Ruth Leuwerik äußerte Domnick, dass sie „in der Gunst des Publikums an erster Stelle im deutschen Filmschaffen“ stünden und dass sie im Haus in Montevideo zum ersten Mal gemeinsam auf der Leinwand zu sehen seien. Heinz Rühmann setzte sich dafür ein, dass Helmut Käutner, mit dem er mehrfach zusammengearbeitet hatte, mit der Regie des Films betraut wurde, auch im Hinblick auf die erfolgreiche Zusammenarbeit beider in der Carl-Zuckmayer-Verfilmung Der Hauptmann von Köpenick. Laut Domnick kostete dieser Film das Doppelte dessen, was der erste Film gekostet habe.
In der ersten Verfilmung von 1951 hatte Curt Goetz selbst Regie geführt, das Drehbuch verfasst und die Hauptrolle des sittenstrengen Professors übernommen. In den folgenden Jahren spielte Heinz Rühmann noch in zwei weiteren Curt-Goetz-Neuverfilmungen die Hauptrolle, in Dr. med. Hiob Prätorius und Hokuspokus oder: Wie lasse ich meinen Mann verschwinden...? (1966).
Rühmann habe zunächst gezögert, die Rolle zu übernehmen, die bereits der inzwischen verstorbene und von ihm hochgeschätzte Autor Goetz verkörpert hatte. Der Schauspieler äußerte, dass er und Curt Goetz sich nicht ähneln würden. Goetz habe die Rolle auf seine Art gespielt und er müsse sie – „unter Berücksichtigung der gleichen Grundverankerung“ – auf seine Art spielen. Er habe Goetz sehr verehrt, um nicht zu sagen, geliebt. Aus diesem Grunde sei es ihm nicht leichtgefallen, Goetz’ Rolle in dessen Stück zu spielen. Aber er habe zu Drehbeginn des Films einen Brief von Goetz’ Frau Valerie von Martens erhalten, der sehr viel weiter gegangen sei, als er sich je erhofft hätte: „Daß nämlich Curt Goetz, wenn er am Leben geblieben wäre, das Haus in Montevideo noch einmal gern mit mir gemacht hätte.“ Alle seine Erfahrungen beim Drehen des ersten Films habe Goetz ihm mit auf den Weg geben wollen, weil er überzeugt gewesen sei, dass die Rolle gut bei Rühmann aufgehoben sei.
Ruth Leuwerik äußerte seinerzeit, dass sie sich über das Rollenangebot von Hans Domnick gefreut habe, denn sie habe dabei sein wollen bei diesem „interessanten neuen Projekt“. Allerdings habe ihr ein wenig vor diesem neuen Kindersegen gegraut, nachdem ihr in vergangenen Filmen schon so viele Kinder beschert worden seien. Aber mit den Erfahrungen der Trapp-Familie ausgerüstet, sei es dann ganz lustig geworden. Auch hätten Heinz Rühmann und sie schon lange einmal zusammenarbeiten wollen, jedoch keinen geeigneten Stoff gefunden. Für sie selbst sei es ein neues Terrain gewesen, für Rühmann eine unbestrittene Domäne. Curt Goetz plus Rühmann plus Käutner, das sei eine Kombination gewesen, die bestochen habe. Sie habe ihre humorvolle Rolle so „ernst“ genommen, wie man seine Arbeit ernst nehmen müsse. „Möge sie darum komisch geraten sein.“
Hanne Wieder singt im Film das Chanson „Tango für ‚Haus in Montevideo‘“ Der erste Schritt vom rechten Weg ist manchmal nur ein Tangoschritt, Text: Helmut Käutner, Musik: Franz Grothe. Außerdem ist die Familie Nägler mit dem Lied Wir wandern zu hören.

## Seerecht
Das Haus in Montevideo gehört zu den Filmen, die den weitverbreiteten Irrglauben stützen, Schiffskapitäne dürften per Hochseetrauung rechtsgültige Ehen schließen. Das ist aber tatsächlich nicht der Fall, weil dies im Seerecht überhaupt nicht geregelt ist. Von einem Kapitän durchgeführte Zeremonien haben deshalb meist keine juristische Wirkung, sondern sind nur private Feiern. Manche Reedereien arbeiten mit Standesbeamten zusammen, die für die Trauung an Bord kommen, der Kapitän hat dann mit der Trauung nichts zu tun. Wenn ein Kapitän ein Paar verheiraten darf, so muss das jeweilige Land, in dem das Schiff registriert ist, dies per nationalem Recht erlauben und den jeweiligen Kapitän damit zum Standesbeamten erklären. Dies war und ist aber nur in einigen wenigen Ländern der Fall. Beispielsweise erlaubte Schweden vier Kreuzfahrt-Kapitänen bis 1993 die Eheschließung. Weitere Ausnahmen sind z. B. Bermuda und Malta. So fahren u. a. die Schiffe von Celebrity Cruises und der Mein Schiff-Flotte von TUI Cruises unter maltesischer Flagge und Malta erlaubt Kapitänen die Eheschließung, sofern sie in internationalen Gewässern stattfindet, also zwölf Seemeilen von jeder Küste entfernt. Auf diesen Schiffen geschlossene Ehen sind daher rechtsgültig.

## Veröffentlichung und DVD
Der Verleih des Films erfolgte durch Constantin Film. Die Uraufführung war am 17. Oktober 1963 im Theater am Kröpcke in Hannover. Im deutschen Fernsehen wurde der Film erstmals am 13. März 1977 um 20.15 Uhr im ZDF ausgestrahlt.
Das Haus in Montevideo ist am 20. Oktober 2006 von Studiocanal (Kinowelt) auf DVD veröffentlicht worden. Eine weitere Veröffentlichung erfolgte am 26. September 2014 von Alive AG im Rahmen ihrer Reihe „Filmjuwelen“.

## Kritik
Obwohl der Film ein großer Publikumserfolg wurde, waren einige Kritiken eher verhalten. So schrieb beispielsweise das Lexikon des Internationalen Films: „Aufwendige Neuverfilmung der Curt-Goetz-Komödie, die die Pointen der Vorlage vergröbert oder überspielt. Keineswegs tiefgründig, aber mit vielen durchaus amüsanten und entlarvenden Pointen gespickt. Kurzweilige Augenblicksunterhaltung.“
Im Filmdienst war seinerzeit zu lesen, die Neuverfilmung mit Heinz Rühmann „vergröber[e] die Vorlage und ver[halte] sich im Vergleich zum Original wie ein Himbeerbonbon zur Praliné“.
Die Filmzeitschrift Cinema zog hingegen das Fazit: „Pointierte Dialoge, wunderbare Darsteller.“
Auch das Filmarchiv Austria zog eine durchaus positive Bilanz und urteilte: „… Nicht weil seine Filme soviel Geld einbringen, sondern weil er der einzige ist, der das kann, was Curtchen konnte, nämlich eine Figur, die mit Absicht mit soviel Unarten, Faxen und unsympathischen Zügen versehen ist, ‚liebenswert‘ zu gestalten. Heinz Rühmann hat gehalten, was sich alle von ihm versprochen haben. Käutner hielt sich an die Goetz-Vorlage und schuf einen Film für die ganze Familie.“
Gregor Ball bemerkte zu Das Haus in Montevideo: „Zwei Filme kamen in diesen Jahren solchen Publikumswünschen [das Publikum akzeptierte seinerzeit nur Rollen, in denen Rühmann kreuzfidel und nicht ernst daherkam] entgegen, waren trotzdem blitzgescheit und fanden im nachhinein auch in Rühmanns Augen Gnade. Es waren Das Haus in Montevideo und Dr. med. Hiob Prätorius und entstammten beide der geschliffenen Feder des Curt Goetz.“

## Auszeichnungen
- Die Filmbewertungsstelle Wiesbaden verlieh der Produktion (wie auch der ersten Verfilmung von Curt Goetz) das Prädikat wertvoll.
- 1965 Goldene Leinwand für mehr als drei Millionen Kinobesucher